# Blåregn
Blåregn (Wisteria sinensis) är en kraftigväxande klättrande buske med oftast blåvioletta blommor i 15–20 centimeter långa klasar. Den är frostkänslig och kan i Sverige endast odlas i de sydligaste odlingszonerna. Även där bör blåregnet täckas över på vintern, exempelvis med granris. Jorden ska inte ha pH-värde över 7. Annat namn är Glycine.
Blåregnets blomning är möjligen den rikaste i hela Wisteriasläktet. Den har visserligen kortare klasar än japanskt blåregn, men blomrikedomen hos blåregnet är oöverträffad. Blommorna är lila, blålila eller vita och blomningen inträffar på våren. Samtliga blommor i en klase slår ut samtidigt. Blåregnet måste få solljus åtminstone en del av dagen för att blomma. Blommorna har en speciell doft som liknar vinsläktets.
Beroende på klimat kan blåregnet bli upp till 20–30 meter hög. Bladen är blanka och mellan 10 och 30 centimeter långa. Fröbaljorna är mellan 5 och 10 centimeter långa och innehåller ett stort antal giftiga, bruna, bönliknande frön. De mognar under sommaren. Giftet de innehåller kallas wisterin och om det förtärs kan det orsaka illamående, magsmärtor och diarré.
Blåregnet kom från Kina till Europa och Nordamerika 1816 och har blivit en mycket omtyckt prydnadsväxt i trädgårdar. Blåregnet kan bli mer än 50 år gammalt, och det finns exemplar som levt över 100 år.

## Galleri

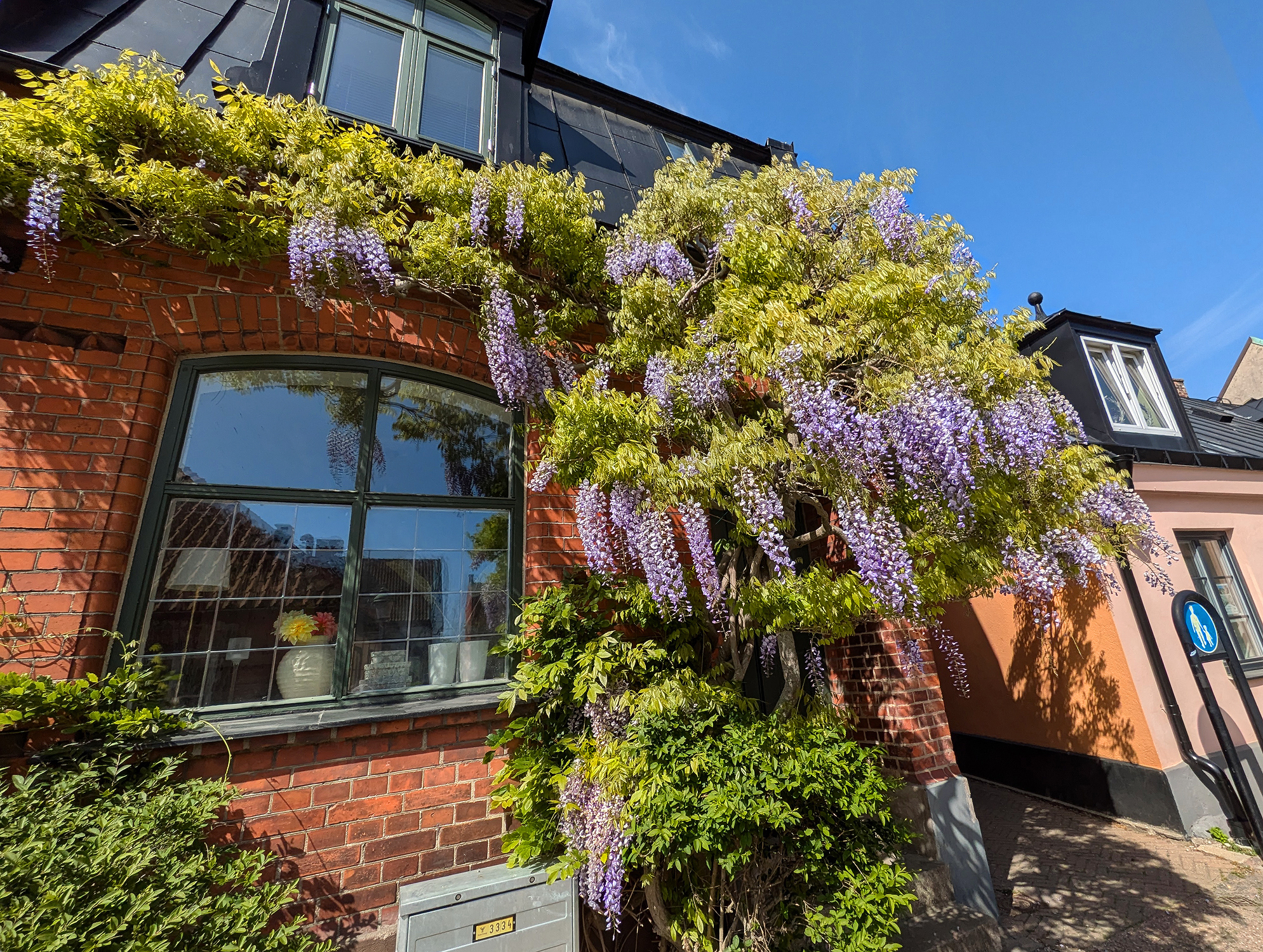
Blåregn utanför ett gathus i Ystad.
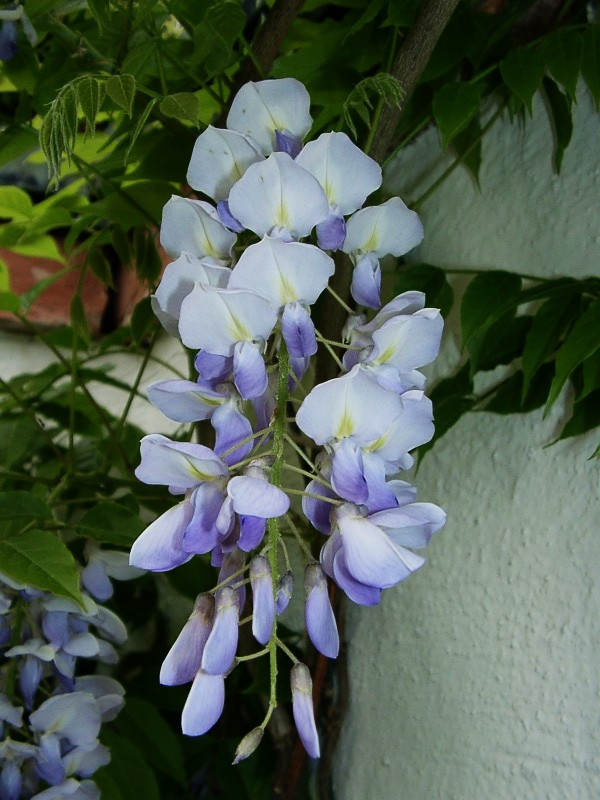
Blåregn.